# Chydorus angustirostris
Chydorus angustirostris är en kräftdjursart som beskrevs av Frey 1987. Chydorus angustirostris ingår i släktet Chydorus och familjen Chydoridae. Inga underarter finns listade i Catalogue of Life.